# 폴 크루그먼
폴 로빈 크루그먼(영어: Paul Robin Krugman, 1953년 2월 28일 ~ )은 미국의 지식인, 경제학자, 컬럼니스트, 작가이다. 2008년 역이론과 경제지리학에 대한 기여를 인정받아 노벨 경제학상을 수상했다. 크루그먼은 국제 무역과 경제활동의 지리적 분포를 규모의 경제와 소비자가 다양한 상품과 서비스를 선호한다는 것을 통해서 설명했다.
크루그먼은 새케인즈학파 경제학자이며, 그의 관점은 그의 저서 《하찮은 번영》(Peddling Prosperity)에 요약된다. 크루그먼은 정치적으로 사회자유주의 또는 진보주의자로 평가되며, 조지 W 부시 정권과 외교와 미국 내 정책의 열렬한 비평가이다. (그는 오바마를 비판하는 노벨학상급 비평가라고 언급된 적도 있다.) 수많은 다른 경제학 평론가들과는 달리, 그는 동료에게 학계의 중요한 공헌자로 평가된다. 크루그먼은 학계와 일반인을 위해, 200여개가 넘는 논문과 20여권의 저서를 썼다.
크루그먼은 자신의 무역 이론 및 신 무역이론과 환율 위기에 대한 해설을 담은 자신의 교과서로 학계에서 잘 알려져있다. 그 저서는 기업과 나라가 규모의 경제 때문에 생산하고 거래하는 것에 관한 모델을 제시한다. 크루그먼은 1990년대 후반 《뉴이코노미》지의 비평가였다. 크루그먼의 《국제경제학: 이론과 정책》은 미적분학을 포함하지 않는 국제경제학에 관한 표준적인 교과서이다.
1997년 동아시아 재정위기가 닥치기 전 동아시아와 동남아시아의 고정 환율과, 타이의 경제정책을 비판하였다. 1998년 러시아 경제위기 직전에 LTCM (Long-Term Capital Management)과 같은 투자자들을 비판하였다.
1991년 미국경제학회에서 수여하는 존 베이츠 클라크 메달을 수여하였다. 2008년 노벨 경제학상을 수상하였다. 경제학 연구논문학회 (IDEAS/RePEc)에 따르면 크루그먼은 현재 전 세계에서 가장 영향력 있는 50명의 경제학자 중 한 명이다.

## 생애

### 초기 경력
크루그먼은 러시아-유대계로 데이비드 크루그먼과 아니타 크루그먼 부부의 아들로 태어났다. 그의 친조부모는 1922년 당시 폴란드의 일부였던 벨라루스의 브레스트에서 미국으로 이민왔으며 폴 크루그먼 자신은 뉴욕 주의 주도(州都) 알바니에서 태어나 나소 카운티의 메릭(Merrick)라는 작은 마을에서 자랐고 벨모어에 있는 존 F.케네디 고등학교를 졸업하였다. 크루그먼은 자신의 경제학에 대한 관심은 미래 세계의 사회과학자들이 문명을 살리기 위해 '심리역사학'(psychohistory)이라는 새로운 과학을 활용한다는 줄거리의 아이작 아시모프의 소설 파운데이션 시리즈에서 시작되었으며, 현대의 과학이 미래를 배경으로 하는 소설에 등장하는 '심리역사학'이라는 가상의 학문에 크게 미치지 못하기 때문에 차선책으로서 경제학에 눈을 돌린 것이라고 밝히고 있다.
폴 크루그먼은 1974년 예일대에서 경제학 석사 학위를 취득하고 매사추세츠 공과대학(MIT)에서 경제학 박사 학위를 취득했다. 1977년 그는 융통성 있는 환율에 관한 논문(Essays on flexible exchange rates)으로 박사학위를 3년 만에 성공적으로 마쳤다. MIT에 있는 동안, 그는 1976년 여름 포르투갈 중앙은행에 3개월 동안 파견되었던 MIT 학생 소그룹에 속해 있었고, 그곳에서 카네이션 혁명을 목도하였다.
크루그먼은 훗날 자신의 박사학위 논문의 고문역이었던 루디거 돈부시(Rudi Dornbusch)를 "역대 최고의 경제학 교사 중 한 명"(one of the great economics teachers of all time)이라고 치켜세우며 "(그는) 학생들에게 자신의 열정과 기술을 배우도록 고무시키는 요령을 가지고도 자신만의 길을 찾도록 했다"(had the knack of inspiring students to pick up his enthusiasm and technique, but find their own paths)고 말했다. 1978년 크루그먼은 돈부시에게 여러 가지 아이디어를 제시했는데, 돈부시는 독점적으로 경쟁하는 무역 모델에 대한 아이디어에 흥미로움을 표했다. 이에 고무된 크루그먼은 훗날 "(나는) 몇 시간 안에 내 경력의 열쇠를 손에 쥐고 있다는 것을 알았다"(knew within a few hours that I had the key to my whole career in hand)고 썼다. 같은 해에 크루그먼은 빛의 속도에 가까운 운송 중 상품의 이자율을 계산하는 것에 관한 논문 "성간 무역 이론"(The Theory of Interstellar Trade)을 썼다. 그는 자신이 "(학술적으로 무의미한 경쟁으로 인해) 압박 받던 조교수"였을 때 자신을 격려하기 위해 이 글을 썼다고 말했다.

### 학자로서
폴 크루그먼은 1977년 9월 예일대 조교수를 거쳐 1979년 MIT의 경제학 교수로 들어갔다. 1982년부터 1983년까지 폴 크루그먼은 로널드 레이건 전 미국 대통령의 경제고문회의 임원을 맡았으며, 1984년에 MIT 정교수로 복귀하였다. 또한 스탠포드, 런던 경제대학에서도 교편을 잡았다.
2000년 폴 크루그먼은 프린스턴 대학의 경제학과 국제학부 교수로 입사했다. 그는 또한 현재 런던경제대학의 백년제 교수이며, 30개 국제경제기구의 회원이다. 1979년부터 국가경제연구국 연구위원으로 재직하고 있다. 2010년에는 동방경제협회장을 지냈다. 2014년 2월, 2015년 6월 프린스턴에서 은퇴하고 뉴욕시립대학 대학원 센터에 교수진 입학을 선언하였다.
폴 크루그먼은 국제무역, 경제지리학, 국제금융 등 국제경제학에 대해 폭넓게 저술했다. 경제학 연구 논문 프로젝트(The Research Papers in Economics project)는 그를 세계에서 가장 영향력 있는 경제학자로 평가한다. 크루그먼의 국제경제학 - 이론과 정책(Krugman's International Economics: Theory and Policy)은 모리스 오버스펠트(Maurice Obstfeld)와의 공저로, 국제경제에 관한 표준 학부 교과서로 쓰이고 있다. 또한 그가 로빈 웰스(Robin Wells)와 함께 집필한 학부 경제학 교과서는 폴 새뮤얼슨(Paul Samuelson)의 고전 교과서의 초판에 강한 영감을 받은 것으로 평가받고 있다. 크루그먼은 또한 일반 대중을 위한 경제, 때로는 국제 경제 뿐만 아니라 소득 분배와 공공 정책에 대한 주제를 가지고도 글을 쓴다. 2000년부터 블로그와 2주에 한 번씩 Op-ed을 통해 뉴욕 타임즈의 컬럼니스트로 활동하였다.
노벨상 위원회는 폴 크루그먼의 주요 공헌은 '소비자가 다양성을 높이 평가한다'는 가정과 '국제 무역 및 경제 활동 장소에 미치는 규모 경제의 영향'에 대한 분석이라고 밝혔다. 경제학에서 공간 문제의 중요성은 그의 읽기 쉽도록 저술해내는 능력과 최첨단 합성물의 도움으로 이 복잡한 이론을 대중화하는 크루그먼의 능력에 의해 강화되었으며, "크루그먼이 '경제적 주류에서 지리학적 분석을 바로 세우는 것'의 핵심적 역할을 맡았고, 현재 그 역할을 부여하는데 있어서 핵심적 역할을 했다는 것은 의심의 여지가 없다"(Krugman was beyond doubt the key player in 'placing geographical analysis squarely in the economic mainstream' ... and in conferring it the central role it now assumes)고 평하였다.

## 학문 세계

### 신무역이론
폴 크루그먼에 앞서 무역론(David Ricardo, Heckscher-Ohlin 모델 참조)에서는 농업 생산성이 높은 나라와 산업 생산성이 높은 나라와 공산품을 공업 제품으로 거래하는 등 성격이 매우 다른 나라들의 비교 우위에 기초한 무역을 강조했다. 그러나 20세기 들어 비슷한 특성을 가진 국가들 간의 무역의 비중이 갈수록 높아져 비교 우위로 설명하기 어려운 상황이 벌어졌다. 폴 크루그먼의 유사 국가간 무역에 대한 이론은 1979년 국제경제학저널(Journal of International Economics)에 실린 논문에서 제시된 것으로, 여기서 소비자들은 다양한 브랜드의 선택을 선호하며 생산은 규모의 경제를 선호한다는 두 가지 핵심 가정을 포함하고 있다.[37] 소비자들의 다양성에 대한 선호도는 볼보나 BMW와 같은 다른 버전의 자동차들의 생존을 설명한다. 그러나 규모의 경제 때문에 볼보의 생산을 전 세계로 확산시키는 것은 수익성이 없다. 대신, 볼보는 몇 개의 공장에 집중되어 있고, 따라서 몇 개 국가(또는 한 국가)에 집중되어 있다. 이 논리는 각국이 어떻게 다른 종류의 제품을 전문적으로 생산하는 대신, 어떤 종류의 제품이라도 몇 개의 브랜드를 생산하는데 전문화될 수 있는지를 설명한다.
크루그먼은 아비나시 딕시트(Avinash Dixit)와 조셉 스티글리츠(Joseph Stiglitz)의 1977년 논문에서 그와 같은 CES 효용 기능을 가정해 '다양성 선호'를 모델로 삼았다. 현재 많은 국제 무역 모델들이 생산 규모의 경제와 소비의 다양성에 대한 선호를 통합하여 크루그먼의 선례를 따르고 있다. 무역을 모델링하는 이런 방법을 신무역이론이라고 불리게 되었다.
크루그먼의 이론은 또한 교통비를 고려했는데, 이것은 나중에 새로운 경제 지형에 대한 그의 연구에서 특징지을 '홈마켓 효과'(home market effect)를 생산하는데 중요한 특징이다. 홈마켓 효과란 "재화에 대한 수요가 큰 나라는 균형 상태에서 그 재화에 대한 비례적 이상의 점유율을 창출하고 그 재화의 순수 수출국이 된다"는 것이다. 홈마켓 효과는 예상치 못한 결과였고, 폴 크루그먼은 처음에는 의문을 제기했지만 결국 모델의 수학이 옳다고 결론지었다.
생산에 규모의 경제가 있을 때, 국가들이 불리한 무역 패턴에 '빠질' 수도 있다. 크루그먼은 소위 '세계화'가 전반적으로 긍정적이었지만 1980년대 이후 '초세계화'라고 알려진 과정이 적어도 '불평등'의 증가에는 한몫했다고 지적한다. 그럼에도 불구하고, 무역은 비슷한 나라들 사이에서도 일반적으로 이익이 남는데, 이는 기업이 더 크고 더 효율적인 규모로 생산함으로써 비용을 절약할 수 있게 해주기 때문이다. 그리고 그것은 사용 가능한 브랜드의 범위를 늘리고 기업들 간의 경쟁을 강화시키기 때문이다. 크루그먼은 통상적으로 자유무역과 세계화를 지지해 왔다. 그는 또한 산업 정책에 대한 비판적인 주장을 내놓았는데, 신무역이론은 '전략적 산업'이 확인될 수 있다면 국가들에게 그러한 산업에 대한 '임대료'를 추구할 수 있다는 이점을 제공할 수 있을 것이라고 제안하면서, 그런 식별이 두드러질 만큼 정확하게 이루어질 수 있는지는 명확하지 않다고 말한다.

### 신경제지리학
11년의 시간을 지나, 궁극적으로 크루그먼의 신무역이론(NTT)에 관한 연구는 그가 《정치경제저널》(Journal of Political Economy)에 게재한 반제 1991년 논문 '수익률과 경제지리 증가'(Increasing Returns and Economic Geography)에서 개발하기 시작한 통칭 '신경제지리학'(NEG)으로 융합되었다. 크루그먼 자신의 말을 빌리면 NTT동서에서 NEG로 가는 구절은 「돌이켜 보면 그것은 명확하게 그곳에 있었지만, 확실하게 그것을 발견해 내는 데에는 시간이 걸렸다…… 유일한 희소식은 그러는 사이에 보도에 떨어져 있는 100달러짜리 지폐를 아무도 집지 않았다는 것뿐이었다."(obvious in retrospect; but it certainly took me a while to see it. ... The only good news was that nobody else picked up that $100 bill lying on the sidewalk in the interim.) 이것은 폴 크루그먼이 가장 자주 애용하는 학술지가 되어, 2009년 초까지, 그의 2위 논문의 두 배가 넘는 857개의 인용구의 출처가 되었다. 크루그먼은 이 학술지를 "학업에 대한 내 인생의 사랑"(the love of my life in academic work)이라고 부르고 있다.
폴 크루그먼이 NTT에서 발견한 「홈마켓 효과」도 NEG에 특징지으며, NEG에서는 그 집합체를 "수익 증가, 무역 비용, 요소 가격 차이의 상호작용의 결과"(as the outcome of the interaction of increasing returns, trade costs and factor price differences)로 해석한다. 크루그먼의 무역 이론이 주장하는 것처럼 무역이 규모의 경제에 의해 크게 형성된다면, 대부분의 생산을 하는 경제 지역은 더 많은 이익을 얻을 것이고 따라서 더 많은 생산을 끌어들일 것이다. 즉, NTT는 전 세계에 골고루 퍼지는 대신, 생산은 소수의 국가, 지역 또는 도시에 집중하는 경향이 있을 것이며, 이는 인구밀도가 높아지지만 소득수준도 높아질 것이라는 것을 암시한다.

### 응집 및 규모의 경제
제조업은 농업 용도에 비해 규모에 대한 수익률이 높아지고 토지 자격의 제한성과 확장성이 떨어지는 것이 특징이다. 그렇다면, 지리적으로 제조업은 어디서 발전할 것으로 예상할 수 있을까? 폴 크루그먼은 제조업의 지리적 범위는 본질적으로 규모의 경제에 의해 제한되지만, 또한 제조업이 높은 수요의 영역에 스스로 자리를 잡아 창출할 것이라고 말한다. 수요에 인접해 발생하는 생산은 운송비용이 낮아지지만, 결과적으로 수요는 인근 생산이 집중돼 더 커질 수밖에 없다. 이 힘들은 제조업과 인구집단을 양산하면서 동시에 서로에게 작용한다. 이러한 지역의 인구는 고도로 발달된 기반 시설과 인근 생산으로 인해 증가할 것이고, 따라서 상품의 비용을 낮추는 반면 규모의 경제는 다양한 상품과 서비스의 선택권을 제공할 것이다. 이러한 힘은 도시 인구와 제조업 중심지의 많은 부분이 상대적으로 고립된 지리적 지역에 집중될 때까지 서로 공급될 것이다.

## 일화
2018년 6월 27일 한국 전국경제인연합의 초청으로 서울 여의도 전경련회관에서 전국경제인연합회(전경련) 주최로 열린 ‘양극화, 빈곤의 덫 해법을 찾아서’ 특별대담에서 참석, 30분 동안 주제 강연을 한 뒤 권태신 전경련 상근부회장의 사회로 김광두 국민경제자문회의 부의장과 대담을 나눴다. 이 자리에서 전경련 권태신 부회장이 "정부의 일률적인 주당 노동시간을 52시간으로 단축했다"는 데 대한 의견을 묻자 "52시간이라고요? 한국도 선진국인데, 그렇게 많이 일한다니요"라고 답변하였다. 크루그먼 교수는 "어떻게 그렇게 오래 일하는지 알 수 없다. 52시간으로 줄여도 여전히 높은 것 같다"며 "한국의 노동 조건에 대해 정말 깜짝 놀랄 만한 정보를 얻게 됐다"고 하였다. 또한 크루그먼 교수는 “한국에선 노조의 힘이 강하고 노조에 힘을 더 실어주면 소수의 기득권자들이 이익을 본다”는 권 부회장의 지적에 대해서도 “미국은 민간 부문의 8%만 노조에 참여하고 있고 더 많은 노조활동이 필요하다. 미국에선 노동자들의 권한을 축소시키고 사회안전망을 약화시키는 실수가 있었다”고 지적하였다.

## 저서 및 공저작

### 학술 도서(저작 또는 공저)
- The Spatial Economy – Cities, Regions and International Trade (July 1999), with Masahisa Fujita and Anthony Venables. MIT Press, ISBN 0-262-06204-6
- 《자기 조직의 경제》(원제: The Self Organizing Economy, February 1996), ISBN 1-55786-698-8 ※ 한국에서는 2002년 도서출판 부키에서 박정태 번역으로 출간되었다.
- EMU and the Regions (December 1995), with Guillermo de la Dehesa. ISBN 1-56708-038-3
- Development, Geography, and Economic Theory (Ohlin Lectures) (September 1995), ISBN 0-262-11203-5
- Foreign Direct Investment in the United States (3rd Edition) (February 1995), with Edward M. Graham. ISBN 0-88132-204-0
- World Savings Shortage (September 1994), ISBN 0-88132-161-3
- What Do We Need to Know About the International Monetary System? (Essays in International Finance, No 190 July 1993) ISBN 0-88165-097-8
- Currencies and Crises (June 1992), ISBN 0-262-11165-9
- Geography and Trade (Gaston Eyskens Lecture Series) (August 1991), ISBN 0-262-11159-4
- The Risks Facing the World Economy (July 1991), with Guillermo de la Dehesa and Charles Taylor. ISBN 1-56708-073-1
- Has the Adjustment Process Worked? (Policy Analyses in International Economics, 34) (June 1991), ISBN 0-88132-116-8
- Rethinking International Trade (April 1990), ISBN 0-262-11148-9
- Trade Policy and Market Structure (March 1989), with Elhanan Helpman. ISBN 0-262-08182-2
- Exchange-Rate Instability (Lionel Robbins Lectures) (November 1988), ISBN 0-262-11140-3
- Adjustment in the World Economy (August 1987) ISBN 1-56708-023-5
- Market Structure and Foreign Trade: Increasing Returns, Imperfect Competition, and the International Economy (May 1985), with Elhanan Helpman. ISBN 978-0-262-08150-4

### 학술 도서(편집 또는 공동 편집)
- Currency Crises (National Bureau of Economic Research Conference Report) (September 2000), ISBN 0-226-45462-2
- Trade with Japan: Has the Door Opened Wider? (National Bureau of Economic Research Project Report) (March 1995), ISBN 0-226-45459-2
- Empirical Studies of Strategic Trade Policy (National Bureau of Economic Research Project Report) (April 1994), co-edited with Alasdair Smith. ISBN 0-226-45460-6
- Exchange Rate Targets and Currency Bands (October 1991), co-edited with Marcus Miller. ISBN 0-521-41533-0
- Strategic Trade Policy and the New International Economics (January 1986), ISBN 0-262-11112-8

### 경제학 교과서
- Economics: European Edition (Spring 2007), with Robin Wells and Kathryn Graddy. ISBN 0-7167-9956-1
- Macroeconomics (February 2006), with Robin Wells. ISBN 0-7167-6763-5
- Economics, first edition (December 2005), with Robin Wells. ISBN 1-57259-150-1
- Economics, second edition (2009), with Robin Wells. ISBN 0-7167-7158-6
- Economics, third edition (2013), with Robin Wells. ISBN 1-4292-5163-8
- Economics, fourth edition (2017), with Robin Wells. ISBN 1-4641-8665-0
- Economics, fifth edition (2018), with Robin Wells. ISBN 1-319-06660-7
- Microeconomics (March 2004), with Robin Wells. ISBN 0-7167-5997-7
- International Economics: Theory and Policy, with Maurice Obstfeld. 7th Edition (2006), ISBN 0-321-29383-5; 1st Edition (1998), ISBN 0-673-52186-9

### 대중 교양서
- Arguing with Zombies: Economics, Politics, and the Fight for a Better Future (January 2020) ISBN 978-1-324-00501-8
- 《지금 당장 이 불황을 끝내라폴 크루그먼 침체의 끝을 말하다》(원제: End This Depression Now!, April 2012) ISBN 0-393-08877-4 ※ 한국에서는 2013년 도서출판 엘도라도에서 박세연 번역으로 출간되었다.
  - A call for stimulative expansionary policy and an end to austerity
- The Return of Depression Economics and the Crisis of 2008 (December 2008) ISBN 0-393-07101-4
  - 그의 이전 저작의 개정판이다.
- The Conscience of a Liberal (October 2007) ISBN 0-393-06069-1
- 《대폭로》(원제: The Great Unraveling: Losing Our Way in the New Century, September 2003) ISBN 0-393-05850-6 ※한국에서는 2003년 세종연구원에서 송철복 번역으로 출간되었다.
  - A book of his The New York Times columns, many deal with the economic policies of the Bush administration or the economy in general.
- Fuzzy Math: The Essential Guide to the Bush Tax Plan (May 4, 2001) ISBN 0-393-05062-9
- 《폴 크루그먼의 불황경제학》(원제: The Return of Depression Economics, May 1999) ISBN 0-393-04839-X ※한국에서는 1999년 세종서적에서 주명건 번역으로 출간되었다.
  - 1990년대 일본의 오랜 경기 침체, 아시아 금융위기, 중남미 문제 등을 고민한 서적이다.
  - 불황의 경제학 : 노벨경제학상 수상자 폴 크루그먼의 세계 경제 대진단(원제: The Return of Depression Economics and the Crisis of 2008, December 2008) ISBN 0-393-07101-4 ※한국에서는 2009년과 2015년 세종서적에서 안진환 번역으로 출간되었다.
- 《우울한 경제학자의 유쾌한 에세이》(원제: The Accidental Theorist and Other Dispatches from the Dismal Science, May 1998) ISBN 0-393-04638-9 ※한국에서는 2002년 도서출판 부키에서 김이수 번역으로 출간되었다.
  - Essay collection, primarily from Krugman's writing for Slate.
- 《경제학의 진실》(원제: Pop Internationalism, March 1996) ISBN 0-262-11210-8 ※한국에서는 2009년 황금사자에서 김광전 번역으로 출간되었다.
  - Essay collection, covering largely the same ground as Peddling Prosperity.
- 《폴 크루그먼의 경제학의 향연》(원제: Peddling Prosperity: Economic Sense and Nonsense in an Age of Diminished Expectations, April 1995) ISBN 0-393-31292-5 ※ 한국에서는 1997년 도서출판 부키에서 김이수, 오승훈 번역으로 출간되었다.
  - History of economic thought from the first rumblings of revolt against Keynesian economics to the present, for the layman.
- 《기대체감의 시대 - 1990년대의 미국경제》(원제: The Age of Diminished Expectations: U.S. Economic Policy in the 1990s, 1990) ISBN 0-262-11156-X ※ 한국에서는 1991년 청계연구소출판국에서 번역 출간되었다.
  - A "briefing book" on the major policy issues around the economy.
  - Revised and Updated, January 1994, ISBN 0-262-61092-2
  - Third Edition, August 1997, ISBN 0-262-11224-8

### 학술 기사
- (2012) 'Debt, Deleveraging, and the Liquidity Trap: A Fisher-Minsky-Koo Approach' The Quarterly Journal of Economics 127 (3), pp. 1469–513.
- (2009) 'The Increasing Returns Revolution in Trade and Geography' The American Economic Review 99(3), pp. 561–71.
- (1998) 'It's Baaack: Japan's Slump and the Return of the Liquidity Trap' Brookings Papers on Economic Activity 1998, pp. 137–205.
- (1996) 'Are currency crises self-fulfilling?' NBER Macroeconomics Annual 11, pp. 345–78.
- (1995) (with AJ Venables) (1995). “Globalization and the inequality of nations” (PDF). 《Quarterly Journal of Economics》 110 (4): 857–80. doi:10.2307/2946642. JSTOR 2946642. S2CID 154458353.
- (1991) 'Increasing returns and economic geography'. Journal of Political Economy 99, pp. 483–99.
- (1991) Krugman, P. R. (1991). “Target zones and exchange rate dynamics” (PDF). 《Quarterly Journal of Economics》 106 (3): 669–82. doi:10.2307/2937922. JSTOR 2937922. S2CID 154356042.
- (1991) 'History versus expectations'. Quarterly Journal of Economics 106 (2), pp. 651–67.
- (1981) 'Intra-industry specialization and the gains from trade'. Journal of Political Economy 89, pp. 959–73.
- (1980) 'Scale economies, product differentiation, and the pattern of trade'. American Economic Review 70, pp. 950–59.
- (1979) 'A model of balance-of-payments crises'. Journal of Money, Credit, and Banking 11, pp. 311–25.
- (1979) 'Increasing returns, monopolistic competition, and international trade'. Journal of International Economics 9, pp. 469–79.